# Koninklijk Instituut van Ingenieurs

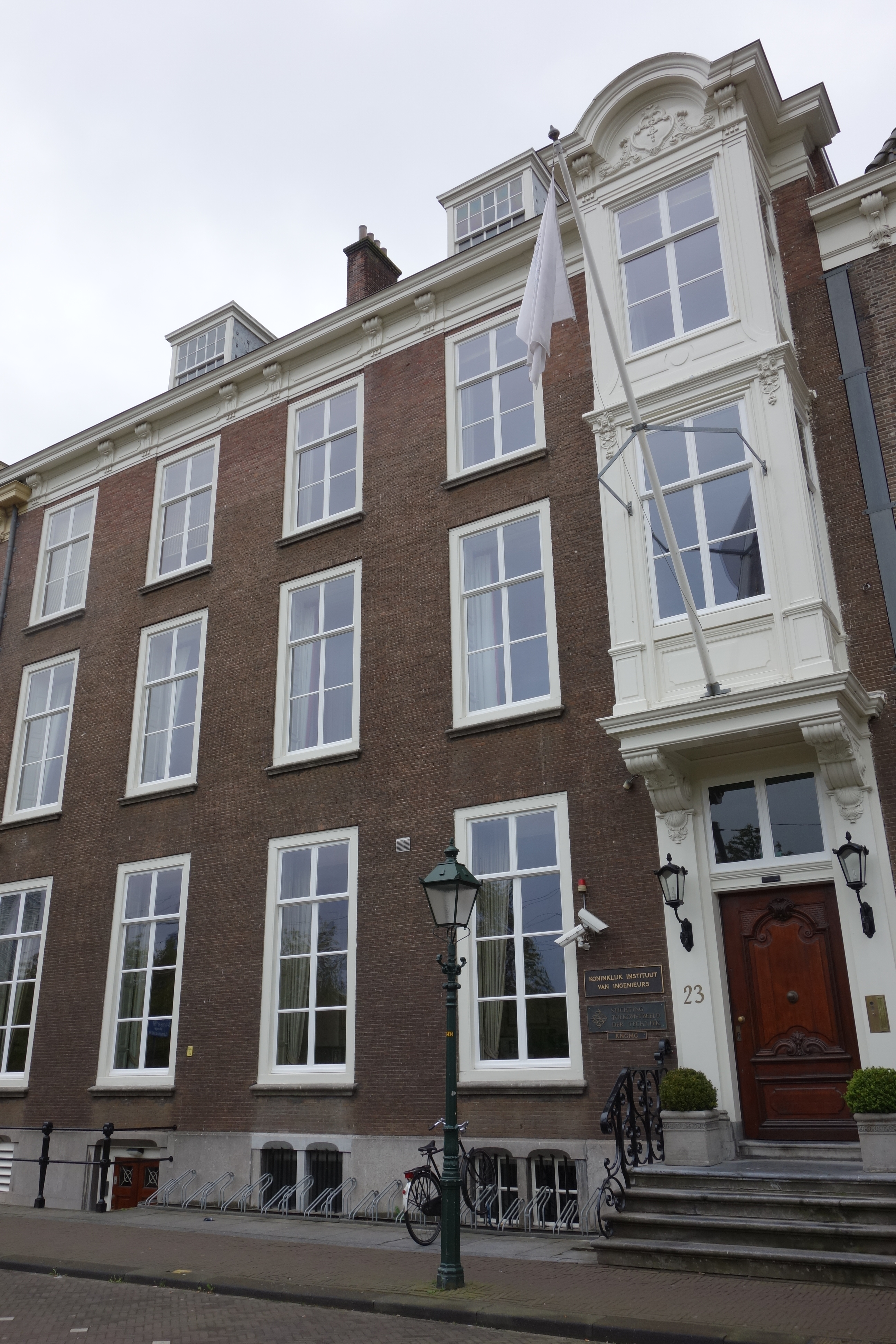
Sitz des KIVI in der Prinsessegracht 23 in Den Haag

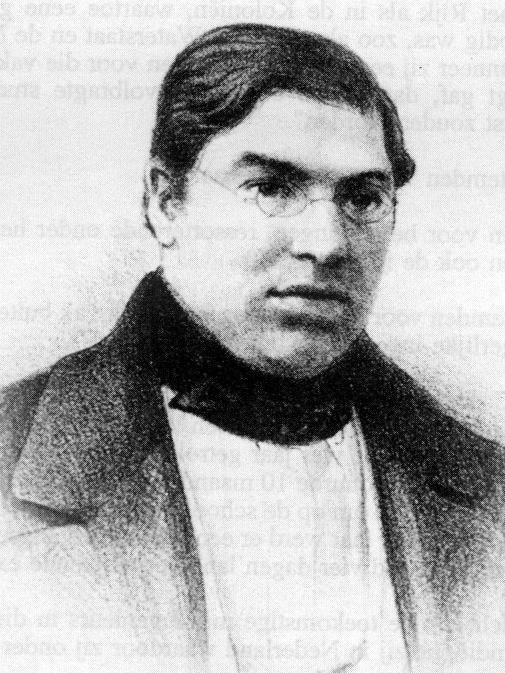
Salomon Abraham Bleekrode (1814–1862) war einer der Gründer des KIVI.

Das Koninklijk Instituut van Ingenieurs (KIVI), deutsch „Königliches Institut für Ingenieure“, ist ein niederländischer Berufsverband für Ingenieure.

## Geschichte
Das KIVI wurde am 31. August 1847 von drei Ingenieuren unter der Schirmherrschaft des Prinzen von Oranien gegründet, des späteren (ab 1849) König der Niederlande, Wilhelm III. Durch dessen Vater, König Wilhelm II., erhielt die Vereinigung den Namenszusatz „Königlich“, den sie bis heute trägt. Das KIVI dient dem Zusammenhalt der niederländischen Ingenieure und fördert deren Informationsaustausch mit zahlreichen Initiativen und Aktivitäten. Darüber hinaus ist es Herausgeber der Fachzeitschrift De Ingenieur. Aktuelle Schirmherrin des KIVI ist die frühere Königin der Niederlande, Prinzessin Beatrix.
Zu den wichtigen Meilensteinen in der Geschichte des KIVI gehören:
- 1886: Die erste Ausgabe der Zeitschrift De Ingenieur erscheint
- 1916: Gründung des Niederländischen Normungsinstituts (NNI)
- 1961: Die Vereinigung der Delfter Ingenieure wird in das KIVI aufgenommen.

Das KIVI ist in insgesamt neun regionale Abteilungen (niederländisch Regionale afdelingen) gegliedert, die an die niederländischen Provinzen angelehnt sind, aber nicht mit ihnen identisch sind: Gelderland, Limburg, Midden, Noord, Noord-West, Oost, Zeeland, Zuid und Zuid-Holland. Diese organisieren jedes Jahr Hunderte von Aktivitäten im Rahmen des Wissensaustauschs und zur Förderung der Debatte zwischen den Ingenieuren sowie zur Stärkung der sozialen Kontakte.